# Stellenwertsystem

Eine Zeitangabe mit Leuchtdioden: Jede Diode zeigt den Wert einer Ziffer des Dualsystems. Jede Spalte zeigt mit dem Zahlzeichen einer Dualzahl den Wert einer Ziffer des Dezimalsystems. Zusammen zeigen sie in der Zeitunterteilung gemäß dem Sexagesimalsystem eine Uhrzeit.

Ein Stellenwertsystem, Positionssystem oder polyadisches Zahlensystem ist ein Zahlensystem, dessen Zahlzeichen aus Ziffern besteht, deren jeweiliger Beitrag zum Gesamtwert der Zahl von ihrer Position innerhalb des Zahlzeichens abhängt. Beispielsweise trägt im weitverbreiteten Zehnersystem bei einer Zahl mit dem Zahlzeichen „127“ die Ziffer „1“ den Wert 1 · 100 zum Zahlenwert bei, dazu addiert sich für die Ziffer „2“ der Wert 2 · 10 sowie für die Ziffer „7“ der Wert 7 · 1. Die Ziffern „1“, „2“ und „7“ besitzen jeweils ihren Ziffernwert, tragen aber zum Zahlenwert mit einem Gewicht bei, das davon abhängt, an welcher Position sie im Zahlzeichen stehen.
Wenn der Ziffernvorrat des Stellenwertsystems aus {\displaystyle b} Schriftzeichen besteht, dann gilt für das Zehnersystem mit dem Ziffernvorrat von „0“ bis „9“ die Anzahl {\displaystyle b=10}. Für Zahlen mit einem Wert größer als die höchstwertige Ziffer (im Beispiel die „9“) werden keine weiteren Ziffern geschaffen, sondern der Stelle oder Position, die von einer Ziffer belegt ist, wird eine weitere Stelle vorangestellt. Die Ziffer auf der zusätzlichen Stelle wird aus demselben Vorrat entnommen, wird aber um den Faktor {\displaystyle b} höher gewichtet. Dadurch bekommt jede Stelle einen Wert, ihren Stellenwert; durch den Faktor wird er größer als eins. Für jede weitere erforderliche Stelle erhöht sich ihr Stellenwert um einen weiteren Faktor {\displaystyle b}. Damit ergibt sich der Wert {\displaystyle Z} einer dreistelligen natürlichen Zahl aus ihren drei Ziffernwerten {\displaystyle a_{2}}, {\displaystyle a_{1}} und {\displaystyle a_{0}} zu
{\displaystyle Z=a_{2}\cdot b^{2}+a_{1}\cdot b^{1}+a_{0}\cdot b^{0}}.
Bei dem systembedingt endlichen Vorrat an Ziffern hängt die Anzahl der für ein Zahlenzeichen erforderlichen Stellen logarithmisch von der Größe der dargestellten Zahl ab – im Unterschied zu Additionssystemen, bei denen dieser Zusammenhang (asymptotisch zu großen Zahlen hin, jenseits der höchstwertigen Ziffer) linear ist.

## Geschichte
Zahlensysteme sind schon vor Jahrtausenden entstanden. Entwicklungen in verschiedenen Kulturkreisen hatten dasselbe Ziel, Zahlen durch eine Zahlschrift festhalten zu können. Ein frühes Stellenwertsystem ist aus Babylon bekannt. Diese hatte den Nachteil, dass eine Uneindeutigkeit entstehen konnte, wenn in einem Zahlzeichen eine Stelle leer blieb. Sehr viel später wurde zu deren Kennzeichnung ein Lückenfüller oder Platzhalter in das Zahlzeichen eingefügt, der aber nicht als numerischer Bestandteil galt. Durch die sich in Indien bis ins 7. Jahrhundert n. Chr. hinziehende „Entdeckung“ der Zahl null und durch die Einführung eines Schriftzeichens für diese als vollwertige Ziffer, mit dem auch gerechnet werden konnte, kam die indische Mathematik in die Lage, ein Stellenwertsystem in Form des Dezimalsystems zu schaffen, wie es inzwischen weltweit übernommenen worden ist. „Zweifellos ist die Null eine der genialsten Erfindungen der Menschheit.“
Erst mit der Einführung der Null ist das Stellensystem so leistungsfähig geworden, wie es heute als selbstverständlich erachtet wird, mit dem nicht nur Zahlen dargestellt werden können, sondern auch einfach gerechnet werden kann. Über Arabien kam diese Kenntnis im 13. Jahrhundert durch Fibonacci nach Europa und erst im 16. Jahrhundert verbreitete Adam Ries mit seinen Rechenbüchern das Stellenwertsystem und das schriftliche Rechnen im deutschsprachigen Raum. Die Erfindung des Dezimalbruchs durch Giovanni Bianchini gegen Mitte des 15. Jahrhunderts und sein Wiederaufgreifen durch Simon Stevin und Christophorus Clavius gegen Ende des 16. Jahrhunderts hat das numerische Rechnen weiter perfektioniert.

## Grundbegriffe
Zahlen werden durch Wörter oder mittels einer Zahlschrift durch Zahlzeichen dargestellt. Diese sind aus Ziffern und gegebenenfalls Vorzeichen oder Trennzeichen zusammengesetzt. Das Besondere an einem Stellenwertsystem liegt in seinem Aufbau auf Stellen, wobei jede Stelle eine Ziffer enthält, und zu jeder Stelle gehört ein eigener Stellenwert. Der Zahlenwert ergibt sich anhand der Anordnung der Ziffern aus deren Ziffernwerten und Stellenwerten.

### Basis
Die Basis oder Grundzahl {\displaystyle b} des Stellenwertsystems legt den Faktor fest, um den der Stellenwert von Stelle zu Stelle größer wird, angefangen mit dem Stellenwert eins auf der niederwertigsten Stelle einer natürlichen Zahl. Diese Basis ist also dieselbe wie die Basis der Potenzen von {\displaystyle b}, die die Stellenwerte ergeben, und sie stimmt mit dem Umfang des Ziffernvorrats überein. Ein Stellenwertsystem mit der Basis {\displaystyle b} nennt man auch {\displaystyle b}-adisches Zahlensystem (nicht zu verwechseln mit {\displaystyle p}-adischen Zahlen). Jede ganze Zahl {\displaystyle b\geq 2} eignet sich als Basis für ein Stellenwertsystem. (Bei {\displaystyle b=1} hätten alle Stellen denselben Stellenwert, was dem Prinzip des Stellenwertsystems widerspräche.) Die gängigsten Basen sind:
- {\displaystyle b=\;2} : das in der Digitaltechnik verwendete Dualsystem (auch Binärsystem genannt)
- {\displaystyle b=10}: unser vertrautes Dezimalsystem
- {\displaystyle b=16}: das in der Datenverarbeitung wichtige Hexadezimalsystem.

Weitere in der Praxis verwendete {\displaystyle b}-adische Zahlensysteme finden sich im Abschnitt Gebräuchliche Basen.

### Ziffernvorrat
Bei einem Stellenwertsystem wird ein Ziffernsystem mit genau {\displaystyle b} verschiedenen Ziffern verwendet. Bei den verbreitetsten Ziffernsystemen steht eine Ziffer der unten angegebenen Art für einen ganzzahligen Ziffernwert {\displaystyle \in \{0,1,\ldots ,b-1\}}. Beim Hochzählen (das entspricht der Addition einer Eins) wird in der festgelegten Reihenfolge zur Ziffer mit dem nächsthöheren Wert übergegangen; bei den wenigen vorhandenen Ziffern wären aber nur wenige Zählschritte möglich. Deshalb wird bei der höchstwertigen Ziffer durch Addition einer Eins auf die niedrigstwertige Ziffer übergegangen und auf der nächsthöheren Stelle eine Eins addiert. Bei einem Übertrag auf eine nicht besetzte Stelle wird diese vorab mit einer Null besetzt; bei einer nicht begrenzten Anzahl von Stellen lässt sich dadurch das Zählen unbeschränkt fortsetzen.
In den gängigen Zahlensystemen werden folgende Ziffern verwendet und ihnen ein Ziffernwert zugewiesen (zur besseren Unterscheidung werden hier Ziffersymbole fett und ihre zugehörigen Werte normal gedruckt):
- Im Dualsystem werden die beiden Ziffern 0 und 1 verwendet und ihnen jeweils die Werte der Zahlen 0 und 1 zugeordnet.
- Im Dezimalsystem werden die zehn Ziffern 0, 1, 2, 3, 4, 5, 6, 7, 8 und 9 verwendet und ihnen jeweils die Werte der Zahlen von 0 bis 9 in der konventionellen Reihenfolge zugeordnet.
- Im Hexadezimalsystem werden die sechzehn Ziffern 0, 1, 2, 3, 4, 5, 6, 7, 8, 9, A, B, C, D, E und F verwendet und ihnen jeweils die Werte der Dezimalzahlen von 0 bis 15 zugeordnet.

Ist die Basis noch größer, kann es zu einer Kombination weniger Ziffern in einem weiteren Zahlensystem kommen. So werden im babylonischen Sexagesimalsystem mit {\displaystyle b=60} statt 60 verschiedener Ziffern die Dezimalzahlen von 1 bis 59 wie Ziffern benutzt. (Die Ziffer 0 war zur Blütezeit des Sexagesimalsystems noch nicht erfunden; für ein „Nichts“ wurde nichts geschrieben.) – IP-Adressen im IPv4-Format umfassen 4 Stellen zur Basis {\displaystyle b=256}; statt Ziffern werden ihrem Wert entsprechende Dezimalzahlen von 0 bis 255 geschrieben und durch einen Punkt getrennt, beispielsweise 192.0.2.42. – Eine andere Art der Zuordnung von Ziffer zu Ziffernwert wurde bei der Codierung Base64 gewählt.
Mitunter werden anstatt Ziffern auch andere Symbole verwendet; beispielsweise werden in der Elektronik oft die beiden Zustände eines Dualsystems nicht mit 0 und 1 beschrieben, sondern es werden stattdessen H und L (für „High“- und „Low“-Logikpegel) verwendet (selten O und L für „On“ und „Low“ – „Ein“ und „Aus“).

### Stelle und Stellenwert
Der Wert einer Zahl ergibt sich nun durch die Anordnung der Ziffern in einer Ziffernfolge. Jeder Platz, den eine Ziffer in dieser Anordnung einnimmt oder einnehmen soll, ist eine Stelle. Jeder Stelle wird ein Stellenwert zugewiesen, der einer Potenz der Basis entspricht. Die Stelle mit dem niedrigsten Stellenwert steht dabei ganz rechts. Im Dezimalsystem gilt beispielsweise bei der Darstellung natürlicher Zahlen:
- Der Stellenwert der ersten Stelle von rechts („Einerstelle“) ist {\displaystyle 10^{0}=1}.
- Der Stellenwert der zweiten Stelle von rechts („Zehnerstelle“) ist {\displaystyle 10^{1}=10}.
- Der Stellenwert der dritten Stelle von rechts („Hunderterstelle“) ist {\displaystyle 10^{2}=100}, und so weiter.

Für das Weitere erweist sich als vorteilhaft, die Stellen nicht ab eins, sondern ab null zu nummerieren. Auf diese Weise hat dann die {\displaystyle i}-te Stelle gerade den Stellenwert {\displaystyle b^{i}}. Bei der Darstellung rationaler Zahlen werden auch negative Exponenten zugelassen.

## Darstellungen verschiedener Zahlenarten

### Darstellung natürlicher Zahlen
Natürliche Zahlen werden in der {\displaystyle b}-adischen Darstellung durch eine endliche Folge von Ziffern in der Form
{\displaystyle \mathbf {a} _{n}\ldots \mathbf {a} _{2}\mathbf {a} _{1}\mathbf {a} _{0}}
dargestellt. Dieser Ziffernfolge wird nun die Zahl mit dem Zahlenwert {\displaystyle Z}
{\displaystyle Z=\sum _{i=0}^{n}a_{i}\cdot b^{i}=a_{0}\cdot b^{0}+a_{1}\cdot b^{1}+a_{2}\cdot b^{2}+\dotsb +a_{n}\cdot b^{n}}
zugeordnet, wobei {\displaystyle a_{i}} der der Ziffer {\displaystyle \mathbf {a} _{i}} zugewiesene Ziffernwert ist.
Der Wert {\displaystyle n} der Ziffernfolge gehört zum Laufindex der höchstwertigen Stelle, auf der {\displaystyle a_{i}>0} ist.
Es lässt sich zeigen, dass zu jeder natürlichen Zahl eine Folge von Ziffern existiert, deren zugeordneter Zahlenwert {\displaystyle Z} ist. Im Allgemeinen gibt es sogar mehrere Folgen. Es genügt dazu, beliebig oft die Ziffer 0 = 0 auf höherwertigen Stellen voranzustellen. Werden Folgen mit führender 0 verboten, so lässt sich zeigen, dass diese Zuordnung sogar eineindeutig ist, das heißt zu jeder natürlichen Zahl existiert genau eine Folge, deren zugeordneter Wert {\displaystyle Z} ist. Als Ausnahme von diesem Verbot wird der Zahl null nicht die leere Folge (also die Folge ohne ein einziges Glied) zugeordnet, sondern die Folge mit genau einer Ziffer, und zwar der, welcher der Wert 0 zugeordnet wird (also 0), um diese Zahl typografisch erkennbar zu machen.
Als Beispiel für die angegebene Zahlendarstellung betrachten wir die Ziffernfolge 694 im Dezimalsystem ({\displaystyle b=10}). Sie steht für:
{\displaystyle 4\cdot 10^{0}+9\cdot 10^{1}+6\cdot 10^{2}=694.}
Die Ziffernfolge 2B6 im Hexadezimalsystem ({\displaystyle b=16}) steht für {\displaystyle a_{0}+a_{1}\cdot b+a_{2}\cdot b^{2}}. Bei einer Zuordnung der Werte der Hexadezimalziffern auf Werte von Dezimalzahlen {\displaystyle a_{0}} = 6 = 6; {\displaystyle a_{1}} = B = 11; {\displaystyle a_{2}} = 2 = 2 und bei weiterer Rechnung im Dezimalsystem entspricht die Folge 2B6 dem Wert der Dezimalzahl
{\displaystyle 6+11\cdot 16+2\cdot 16^{2}=6+176+512=694.}
Entsprechend entspricht die Ziffernfolge 1010110110 im Dualsystem ({\displaystyle b=2}) dem Wert der Dezimalzahl
{\displaystyle 0\cdot 2^{0}+1\cdot 2^{1}+1\cdot 2^{2}+0\cdot 2^{3}+1\cdot 2^{4}+1\cdot 2^{5}+0\cdot 2^{6}+1\cdot 2^{7}+0\cdot 2^{8}+1\cdot 2^{9}=2+4+16+32+128+512=694.}

### Darstellung ganzer Zahlen
In einem System bestehend aus positiver Basis und rein nicht-negativem Ziffernvorrat lassen sich negative Zahlen nicht darstellen. Solchen Systemen wird ein Minuszeichen (–) beigefügt, das den Zahlzeichen ggf. vorangestellt wird. Dies geht mit einem geringen Verlust an Eineindeutigkeit einher, da die Zahl 0 als vorzeichenbehaftete Null in der Form +0, −0 oder auch ±0 geschrieben werden kann. Darstellungen von Zahlen verschieden von 0, denen kein Minuszeichen vorangestellt wird, werden als positive Zahlen interpretiert. Manchmal möchte man diese Positivität jedoch besonders hervorheben (bspw., wenn die Zahl als Inkrement kenntlich gemacht werden soll). In solchen Fällen wird in der Darstellung ein Pluszeichen (+) vorangestellt.

### Darstellung rationaler Zahlen
Die Notation wird in die negativen Exponenten der Basis erweitert, indem man die entsprechenden Stellen rechts von einem zu diesem Zweck angefügten Trennzeichen in lückenloser Folge anschließt.
Im deutschsprachigen Raum (ausgenommen Schweiz) ist hierfür das Komma »,«, im englischsprachigen Raum dagegen der Punkt ».« gebräuchlich. Die Werte der Ziffern hinter dem Trennzeichen werden mit {\displaystyle b^{-i}} multipliziert, wobei {\displaystyle i} die Position hinter dem Komma angibt.
Zum Beispiel wird die rationale Zahl 1+3/8 = 1,375 im 2-adischen Stellenwertsystem durch die Ziffernfolge 1,011 dargestellt. In der Tat ist
{\displaystyle 1\cdot 2^{0}+0\cdot 2^{-1}+1\cdot 2^{-2}+1\cdot 2^{-3}=1+0/2+1/4+1/8=1+3/8.}
Nach der Hinzufügung des Trennzeichens lassen sich viele rationale Zahlen {\displaystyle b}-adisch darstellen, jedoch keineswegs alle, denn es kann vorkommen, dass zur Darstellung eine unendliche Folge von Nachkommastellen benötigt wird, die dann aber periodisch ist. Gewöhnlich wird diese Periode durch eine über die sich wiederholenden Ziffern gezogene Linie gekennzeichnet und so sie Länge der Periode markiert und eine (endliche) Aufschreibung ohne Pünktchen möglich.
Während die Zahl 1/5 = 0,2 im Dezimalsystem die endliche Ziffernfolge 0,2 hat, ist ihre Darstellung im Dualsystem periodisch:
0,00110011…2 = 0,00112.
Dagegen bedeutet die Ziffernfolge 0,1 im 3-adischen (ternären) System die rationale Zahl 1·3−1 = 1/3, die im Dezimalsystem einer unendlichen periodischen Ziffernfolge 0,333… = 0,3dez entspricht.
Unter der Voraussetzung, dass 0 eine Ziffer ist und dass es zu jeder ganzen Zahl eine Ziffer gibt, deren Wert zu ihr {\displaystyle {\text{mod }}b} kongruent ist (was bei Standardziffersystemen stets der Fall ist), gilt allgemein, dass ein Bruch genau dann eine endliche {\displaystyle b}-adische Darstellung hat, wenn nach dem Kürzen alle Primfaktoren seines Nenners auch Primfaktoren von {\displaystyle b=:p_{1}^{\nu _{1}}\cdots p_{k}^{\nu _{k}}} (bei {\displaystyle p_{1},\ldots ,p_{k}\in \mathbb {P} } und {\displaystyle \nu _{1},\ldots ,\nu _{k}\in \mathbb {N} }) sind. (Für eine endliche Darstellung im Dezimalsystem muss der gekürzte Nenner also ein Produkt der Zahlen Zwei und Fünf sein. Genau dann ist der Bruch ein Dezimalbruch im engeren Sinne oder wird durch Erweitern zu einem solchen.)

Die endlichen Darstellungen bilden den Ring
{\displaystyle \mathbb {Z} _{S}:=\{x\in \mathbb {Q} \mid \exists i\in \mathbb {N} _{0}:xb^{i}\in \mathbb {Z} \}=\mathbb {Z} b^{\mathbb {Z} }},
wobei {\displaystyle S:=\{p_{1},\ldots ,p_{k}\}\subset \mathbb {P} } für die Menge der Primfaktoren von {\displaystyle b} steht. Bei diesen rationalen Zahlen hat in einer vollständig gekürzten Bruchdarstellung der Nenner nur Primteiler {\displaystyle p_{i}\in S}. Für jedes nichtleere {\displaystyle S} liegt der Unterring {\displaystyle \mathbb {Z} _{S}} von {\displaystyle \mathbb {Q} } (wie {\displaystyle \mathbb {Q} } selbst) dicht sowohl in {\displaystyle \mathbb {Q} } wie in {\displaystyle \mathbb {R} }, d. h. eine jede reelle Zahl lässt sich beliebig genau durch Zahlen aus {\displaystyle \mathbb {Z} _{S}} approximieren.
Betrachtet man nur Darstellungen endlicher Länge, dann bezeichnen schon die Ziffernfolgen 1, 1,0, 1,000 im Dezimalsystem allesamt dieselbe rationale Zahl 1 (ganz zu schweigen von den Darstellungen 01, 0001 mit führenden Nullen). Diese Uneindeutigkeiten lassen sich durch Verbote führender und nachklappender Nullen noch unterdrücken.
Gehören jedoch die unendlichen Darstellungen von Anfang an zum System, dann kommen die nicht-abbrechende Darstellung 1,000… = 1,0 und darüber hinaus die ganz anders aussehende Darstellung 0,999… = 0,9 (alle mit dem Wert 1) hinzu, siehe dazu den Artikel 0,999….
Normalerweise sind Missverständnisse nicht zu befürchten, sodass man beide Darstellungen zulassen kann. Eindeutigkeit ist jedoch z. B. bei der Z-Kurve gefordert, die {\displaystyle Z\,\colon \mathbb {R} ^{2}\to \mathbb {R} ^{1}} injektiv abbildet und bei der zwei {\displaystyle b}-Ziffernfolgen alternierend in eine gepresst werden. Die Unstetigkeitsstellen der Funktion {\displaystyle Z} sind übrigens genau die Argumente, die eine endliche {\displaystyle b}-adische Darstellung haben.
Die {\displaystyle b}-adische Darstellung eines gekürzten Bruchs {\displaystyle q=:z/(m\cdot n)} mit {\displaystyle z\in \mathbb {Z} ,m=p_{1}^{\mu _{1}}\cdots p_{k}^{\mu _{k}}} und {\displaystyle n\in \mathbb {N} } teilerfremd zur Basis {\displaystyle b} hat für {\displaystyle n=1} die Periodenlänge 0, ist also endlich. Andernfalls ist {\displaystyle b} ein Element der primen Restklasse {\displaystyle [b]\in \mathbb {Z} _{n}^{*}}, sodass {\displaystyle b^{\varphi (n)}\equiv 1{\text{ mod }}n} ist (mit {\displaystyle \varphi } als der eulerschen φ-Funktion). Die {\displaystyle b}-adische Periodenlänge des gekürzten Bruchs {\displaystyle q} ist dann der kleinste Exponent {\displaystyle \operatorname {ord} _{n}(b):=e>0}, für den {\displaystyle n} ein Teiler von {\displaystyle b^{e}-1} ist.
(S. a. den Abschnitt Algorithmus für rationale Zahlen und den Artikel Rationale Zahl#Dezimalbruchentwicklung.)

### Darstellung reeller Zahlen
Die Darstellung reeller Zahlen erfolgt prinzipiell genauso wie die von rationalen Zahlen durch b-adische Entwicklung. Bei rationalen Zahlen liefert diese eine abbrechende oder eine unendliche periodische Ziffernfolge.
Die b-adische Entwicklung einer irrationalen Zahl (wie π oder {\displaystyle {\sqrt {2}}}) liefert dagegen stets eine unendliche nichtperiodische Ziffernfolge. Durch Verlängerung des Nachkommaanteils ist eine beliebig genaue Annäherung an die irrationale Zahl möglich.
Wie bei den rationalen Zahlen mit unendlich periodischer Ziffernfolge ist eine endliche Darstellung für irrationale Zahlen durch Einführung neuer Symbole möglich, so wie dies hier für die Beispiele π und {\displaystyle {\sqrt {2}}} geschehen ist.
Trotzdem kann selbst mit beliebig, aber endlich vielen zusätzlichen Zeichen nicht jede reelle Zahl als endliche Zeichenfolge dargestellt werden. Dies liegt daran, dass die Menge der reellen Zahlen überabzählbar, die Menge aller endlichen Darstellungen mit endlichem Zeichenvorrat aber nur abzählbar ist.
Wenn aber unter der „Darstellung“ einer reellen Zahl die bei der b-adischen Entwicklung entstehende Ziffernfolge verstanden wird, dann ist jede reelle Zahl als (ggf. unendlicher) b-adischer Bruch darstellbar, auch wenn nicht jeder solche Bruch tatsächlich aufschreibbar ist.

## Formeln

### Berechnung eines Ziffernwertes
Die niederwertigste (letzte) Ziffer der {\displaystyle b}-adischen Darstellung einer natürlichen Zahl {\displaystyle Z=\sum _{i=0}^{n}a_{i}\cdot b^{i}} ist der Rest von {\displaystyle Z} bei Division durch {\displaystyle b}. Dieser Rest ist auch durch den Ausdruck
{\displaystyle a_{0}=Z-b\left\lfloor {\frac {Z}{b}}\right\rfloor }
gegeben; dabei bezeichnet {\displaystyle \lfloor \cdots \rfloor } die Gaußklammer. Allgemeiner ist die durch die letzten {\displaystyle i} Ziffern von {\displaystyle Z} gebildete Zahl der Rest von {\displaystyle Z} bei Division durch {\displaystyle b^{i}}. Die Ziffer {\displaystyle a_{i}} an der {\displaystyle i}-ten Stelle ergibt sich zu
{\displaystyle a_{i}=\left\lfloor {\frac {Z}{b^{i}}}\right\rfloor -b\left\lfloor {\frac {Z}{b^{i+1}}}\right\rfloor .}
Nimmt man negative Werte von {\displaystyle i} hinzu, mit denen sich Nachkommastellen ergeben, dann gilt für positiv reelle Zahlen {\displaystyle Z=\sum _{i=-\infty }^{n}a_{i}\cdot b^{i}} die vorstehende Gleichung auch hierfür.

### Algorithmus für rationale Zahlen
Für rationales {\displaystyle 0<x=p/q<1} (und eine Basis {\displaystyle b\in \mathbb {N} _{>1}}) lässt sich die obige Formel in den folgenden Algorithmus einbetten:
```
function
 
b_adic
(
b
,
p
,
q
)
 
// b ≥ 2; 0 < p < q

  
static
 
Ziffernvorrat
 
=
 
"0123..."
;
 
// bis zum Zeichen mit dem Wert b–1

begin

  
s
 
=
 
""
;
  
// die zu bildende Zeichenkette

  
pos
 
=
 
0
;
 
// hier sind alle Stellen rechts vom Komma

  
while
 
not
 
defined
(
occurs
[
p
])
 
do

    
occurs
[
p
]
 
=
 
pos
;
  
// die Nummer der Stelle mit dem Rest p

    
bp
 
=
 
b
*
p
;

    
z
 
=
 
floor
(
bp
/
q
)
;
 
// Index z der Ziffer im Vorrat: 0 ≤ z ≤ b-1

    
p
 
=
 
bp
 
−
 
z
*
q
;
    
// p ganzzahlig: 0 ≤ p < q

    
if
 
p
 
=
 
0
 
then
 
pl
 
=
 
0
;
 
return
 
(
s
)
;
 
end
 
if

    
s
 
=
 
s
.
substring
(
Ziffernvorrat
,
 
z
,
 
1
)
;

          
// Ziffer aus dem Ziffernvorrat dranhängen.

          
// substring(s, 0, 1) ist die erste Ziffer nach dem Komma

    
pos
 
+=
 
1
;

  
end
 
while

  
pl
 
=
 
pos
 
-
 
occurs
[
p
]
;
 
// die Periodenlänge (0 < pl < q)

  
// Markiere die Ziffern der Periode mit einem Überstrich:

  
for
 
i
 
from
 
occurs
[
p
]
 
to
 
pos
-
1
 
do

    
substring
(
s
,
 
i
,
 
1
)
 
=
 
overline
(
substring
(
s
,
 
i
,
 
1
))
;

  
end
 
for

  
return
 
(
s
)
;

end
 
function

```

Die erste gelb hervorgehobene Zeile entspricht der Ziffernberechnung des vorigen Abschnitts.
Die darauf folgende Zeile berechnet den neuen Rest {\displaystyle p'} der Division modulo des Nenners {\displaystyle q}.
Die Gaußklammer floor bewirkt, dass
{\displaystyle bp/q-1\;\;<\;\;z=\lfloor bp/q\rfloor \;\;\leq \;\;bp/q.}
Daraus folgt {\displaystyle bp-q<zq\;\implies \;p':=bp-zq<q} und {\displaystyle zq\leq bp\;\implies \;0\leq bp-zq=:p',} zusammengenommen {\displaystyle 0\leq p'<q.}
Da somit alle Reste {\displaystyle p} ganzzahlig nicht-negativ und kleiner als {\displaystyle q} sind, es also nur {\displaystyle q} viele verschiedene von ihnen gibt,
müssen sie sich in der while-Schleife wiederholen.
Die Wiederkehr eines Restes {\displaystyle p} wird über die Existenz des assoziativen Datenfeldes occurs[p] festgestellt.
Die Periode der Ziffern hat dieselbe Länge wie die Periode der Reste. (Genaueres zur Periodenlänge siehe oben.)

### Berechnung der Stellenzahl
Die Anzahl {\displaystyle m} der Ziffern der {\displaystyle b}-adischen Darstellung einer natürlichen Zahl {\displaystyle Z\in \mathbb {N} _{0}} ist
{\displaystyle m={\begin{cases}1&{\text{wenn }}Z=0,\\\lfloor \log _{b}{Z}\rfloor +1\ &{\text{wenn }}Z\geq 1.\end{cases}}}

### Hinzufügen einer Ziffer
- Hängt man an die {\displaystyle b}-adische Darstellung einer natürlichen Zahl {\displaystyle Z} ganz rechts eine Ziffer {\displaystyle a} an, ohne dass die Zahl den Charakter einer natürlichen Zahl verlieren soll, so erhält man die {\displaystyle b}-adische Darstellung der Zahl {\displaystyle Z\cdot b+a}.
- Alternativ kann die angefügte Ziffer hinter dem Trennzeichen auf die erste Nachkommastelle gelangen, und man erhält die Zahl {\displaystyle Z+a\cdot b^{-1}}.
- Stellt man die Ziffer {\displaystyle a} hingegen ganz links {\displaystyle Z} voran, so erhält man die {\displaystyle b}-adische Darstellung der Zahl {\displaystyle a\cdot b^{n+1}+Z}.

## Gebräuchliche Basen
| Basis | System                            | Beschreibung |
| ----- | --------------------------------- | --- |
| 10    | Dezimalsystem                     | Das bekannteste und verbreitetste Stellenwertsystem ist das Dezimalsystem (Zehner-System) mit Basis 10 und den Ziffern 0 bis 9. Das Dezimalsystem stammt ursprünglich aus Indien. Der persische Mathematiker Muhammad ibn Musa al-Chwarizmi verwendete es in seinem Arithmetikbuch, das er im 8. Jahrhundert schrieb. Bereits im 10. Jahrhundert wurde das System in Europa eingeführt, damals noch ohne Null. Durchsetzen konnte es sich jedoch erst im 12. Jahrhundert mit der Übersetzung des genannten Arithmetikbuchs ins Lateinische. Zur Speicherung von Dezimalziffern im Computer dient der BCD-Code.                                                                         |
| 2     | Dualsystem Binärsystem            | Im 17. Jahrhundert führte der Mathematiker Gottfried Wilhelm Leibniz mit der Dyadik das Dualsystem (binäres Zahlensystem) ein, also das Stellenwertsystem mit der Basis 2 und den Ziffern 0 und 1. Dieses wird vor allem in der Informationstechnik verwendet, da deren Logik allein auf Bits, welche entweder wahr oder falsch bzw. 1 oder 0 sind, ausgerichtet ist. |
| 16    | Hexadezimalsystem Sedezimalsystem | Da Binärdarstellungen großer Zahlen unübersichtlich lang sind, wird an ihrer Stelle oft das Hexadezimal- oder Sedezimalsystem verwendet, das mit der Basis 16 (und den Ziffern 0, 1, …, 9, A, B, …, F) arbeitet. Hexadezimale und binäre Darstellung lassen sich leicht ineinander umwandeln, da eine Stelle einer hexadezimalen Zahl genau vier Stellen (= ein Nibble) einer binären Zahl entspricht. |
| 8     | Oktalsystem                       | Das Oktalsystem zur Basis 8 (Ziffern 0 bis 7) fasst drei Binärstellen zusammen und kommt vorteilhaft ohne zusätzliche Ziffernzeichen aus. Das System findet u. a. Anwendung bei der Notation und Vergabe von Unix-Dateirechten. |
| 64    | Base64                            | Ebenfalls Verwendung findet die Basis 64 bei Base64 (mit ungewohnter Symbolreihenfolge); die Basis 62 mit den Ziffern 0 bis 9, A bis Z und a bis z; sowie gelegentlich die Basis 32 bei Base32 mit den Ziffern 0 bis 9 und a bis v. |
| 1     | Unärsystem                        | Ab ca. 1100 v. Chr. wurden im indo-chinesischen Raum Rechentafeln benutzt, denen ein Unärsystem zugrunde liegt. Zur besseren Überschaubarkeit wird gerne zu Fünfer-Blöcken gebündelt. Davon unabhängig liegt hier allerdings ein Additionssystem und kein Stellenwertsystem vor. |
| 20    | Vigesimalsystem                   | Das Vigesimalsystem verwendet 20 als Basis. Es dürfte entstanden sein, weil zum Zählen neben den Fingern auch die Zehen benutzt wurden, und war u. a. in fast allen mesoamerikanischen Kulturen gebräuchlich. Das am weitesten entwickelte System dieser Art wurde von den Maya in der Klassischen Periode für astronomische Berechnungen sowie zur Darstellung von Kalenderdaten verwendet. Es handelte sich um ein Stellenwertsystem »mit einem Sprung«, weil an der zweiten Stelle nur die Ziffern von 1 bis 18 auftreten, um so als dritten Stellenwert 360 (annähernde Länge des Sonnenjahres) zu erreichen. Die Maya kannten die Null und benutzten sie auch in ihren Kalendern. |
| 4     | Quaternärsystem                   | Mündliche Zahlwortsysteme mit der Basiszahl 4 sind äußerst selten. Bekannt ist eine Papua-Sprache. Sprachliche Spuren eines solchen Systems gibt es auch in anderen Sprachen. |
| 12    | Duodezimalsystem                  | Das Duodezimalsystem hat als Basis die 12. Sein Vorteil liegt in der großen Anzahl von Teilern. Die Einteilung und die Gruppierung in 12 ist zwar kulturell sehr weit verbreitet und zeigt sich etwa in den 12 Monaten pro Jahr, 12 Tierkreiszeichen, 12 Zeichen in der chinesischen Astrologie und der Einteilung alter Maßeinheiten (z. B. bei Zoll und Fuß). Trotzdem gibt nur wenige Kulturen, von denen ein Gebrauch des Duodezimalsystems bekannt ist. |
| 60    | Sexagesimalsystem                 | Die Babylonier benutzten ein Zahlensystem mit der Basis 60 (Sexagesimalsystem; siehe auch Geschichte von Maßen und Gewichten). |
| 5     | Quinärsystem                      | Bündelungen mit der Zahl 5 sind in der Umgangskultur weit verbreitet. Mündliche Zahlwortsysteme mit der Basiszahl 5 sind selten. Bekannte Vertreter sind Sprachen aus Südamerika und Ozeanien. Besonders ausgeprägt ist das Quinärsystem bei den südamerikanischen Betoya: 1 = tey, 2 = cayapa, 3 = tozumba, 4 = cajezea, 5 = teente, 10 = caya ente, 15 = tozumba-ente, 20 = caesea ente. |
| 6     | Senärsystem                       | Mündliche Zahlwortsysteme mit der Basiszahl 6 sind äußerst selten. Bekannt sind eine westafrikanische und eine Papua-Sprache. Sprachliche Spuren eines solchen Systems gibt es auch in anderen Sprachen. Vermutlich liegen dem das Zählen mit Fingern und Hand zu Grunde. |

## Konvertierungen
Manchmal benötigt man Konvertierungen zwischen Stellenwertsystemen. Ist das Dezimalsystem nicht beteiligt, kann man es als Zwischenschritt verwenden. Die nachfolgenden Berechnungen können auch mit Hilfe eines Taschenrechners durchgeführt werden, bei dem in der Regel die Zahlenein- und -ausgabe nur im Dezimalsystem geschieht.
Insbesondere, wenn Zahlen von einem System in ein anderes zu konvertieren sind, ist es üblich und zweckmäßig, die Ziffernfolgen durch ein tiefgestelltes Suffix {\displaystyle _{b}} der Basis {\displaystyle b} des verwendeten Zahlensystems zu kennzeichnen. Dabei steht ein fehlendes Suffix und das Suffix 10 standardmäßig für die konventionelle dezimale Darstellung, explizit auch dez oder dec. Die Suffixe 2 oder b kennzeichnen binär und 16 oder h hexadezimal dargestellte Zahlen. Ferner wird als Ziffernvorrat der Standardsatz {\displaystyle \{0,1,\ldots ,b-1\}} angenommen. Gelegentlich wird die gekennzeichnete Ziffernfolge in eckige Klammern gesetzt.
Es gibt zwei wesentliche Varianten
- die iterierte euklidische Division, die bei den Stellen niedriger Signifikanz beginnt, und
- die Auswertung des Ziffern-Polynoms bspw. in einer Art des Horner-Schemas. Die kleinste Anzahl von Multiplikationen wird benötigt, wenn man bei der höchstwertigen Stelle beginnt.

Die Auswahl richtet sich am besten danach, welches Verfahren auf dem vorhandenen Kalkulator am einfachsten durchgeführt werden kann.

### Beispiel 1: Umwandlung einer Darstellung zur Basis 10 in eine Darstellung zur Basis 12
Eine Zahl hat die dezimale Darstellung 4711. Gesucht ist ihre Darstellung im Zwölfersystem.
Dazu dividiert man die gegebene Darstellung schrittweise durch die neue Basis 12. Die verbleibenden Reste liefern die Ziffernwerte zur Basis 12. Dabei liefert der erste Rest den Ziffernwert zum niedrigsten Stellenwert der gesuchten neuen Darstellung (in diesem Fall zum Stellenwert 120), der zweite Rest liefert den Ziffernwert zum zweitniedrigsten Stellenwert (hier 121) usw. Die zugehörige Rechnung dazu lautet demnach:
- 4711 geteilt durch 12 ergibt 392 Rest 7 (das ist die Ziffer zum Stellenwert 120 im Ergebnis)
- 0392 geteilt durch 12 ergibt 032 Rest 8 (das ist die Ziffer zum Stellenwert 121 im Ergebnis)
- 0032 geteilt durch 12 ergibt 002 Rest 8 (das ist die Ziffer zum Stellenwert 122 im Ergebnis)
- 0002 geteilt durch 12 ergibt 000 Rest 2 (das ist die Ziffer zum Stellenwert 123 im Ergebnis)

Alternativ wird mit der Ziffer zum höchsten vorhandenen Stellenwert begonnen:
| * | 4711 | geteilt durch 123=1728 | ergibt 2 Rest 1255 (die 2 ist die Ziffer zum höchsten Stellenwert des Ergebnisses) |
| * | 1255 | geteilt durch 122=144  | ergibt 8 Rest 103                                                                  |
| * | 103  | geteilt durch 121=12   | ergibt 8 Rest 7                                                                    |
| * | 7    | geteilt durch 120=1    | ergibt 7 Rest 0 (die 7 ist die Ziffer zum niedrigsten Stellenwert des Ergebnisses) |

Als Duodezimaldarstellung der gegebenen Zahl ergibt sich 288712. Die Umwandlung in andere Stellenwertsysteme erfolgt analog.

### Beispiel 2: Umwandlung einer Darstellung zur Basis 16 in eine Darstellung zur Basis 10
Bezüglich des Hexadezimalsystems mit den Ziffern 0, 1, …, 9, A (Wert 10), B (Wert 11), C (Wert 12), D (Wert 13), E (Wert 14) und F (Wert 15) habe eine Zahl die Darstellung AFFE. Gesucht ist die Darstellung dieser Zahl im Zehnersystem.
Dazu multipliziert man die Ziffern der gegebenen Darstellung mit den jeweiligen Stellenwerten und addiert die Ergebnisse auf. Die zugehörige Rechnung dazu lautet demnach:
- Ziffer A mal {\displaystyle 16^{3}} ergibt 40960
- Ziffer F mal {\displaystyle 16^{2}} ergibt 03840
- Ziffer F mal {\displaystyle 16^{1}} ergibt 00240
- Ziffer E mal {\displaystyle 16^{0}} ergibt 00014

Als Dezimaldarstellung der gegebenen Zahl ergibt sich {\displaystyle 40\,960+3840+240+14=45\,054}.
Alternativ wird schrittweise mit der Basis 16 multipliziert und die jeweils nächste Ziffer hinzugenommen:
| * | A         | ergibt | 10     |
| * | 10·16+F   | ergibt | 175    |
| * | 175·16+F  | ergibt | 2815   |
| * | 2815·16+E | ergibt | 45 054 |

Die Umwandlung in andere Stellenwertsysteme erfolgt analog.

### Beispiel 3: Nachkommastellen
Bezüglich des Zehnersystems habe eine Zahl die Darstellung 0,1. Gesucht ist die Darstellung dieser Zahl im Dualsystem.
Hierzu wird der Nachkommaanteil wiederholt mit der Basis des Zielsystems multipliziert. Tritt dabei ein Wert größer 1 auf, wird dessen ganzzahliger Anteil der Reihe der Nachkommastellen hinzugefügt, andernfalls wird eine 0 den Nachkommastellen hinzugefügt. Tritt eine ganze Zahl als Multiplikationsergebnis auf, ist der Nachkommabetrag vollständig bestimmt, oft wird jedoch auch eine Periode auftreten.
Die zugehörige Rechnung dazu lautet demnach:
- 0,1 mal 2 ergibt 0,2 , die erste Nachkommastelle ist also die 0
- 0,2 mal 2 ergibt 0,4 , die zweite Nachkommastelle ist also die 0
- 0,4 mal 2 ergibt 0,8 , die dritte Nachkommastelle ist also die 0
- 0,8 mal 2 ergibt 1,6 , die vierte Nachkommastelle ist also die 1
- 0,6 mal 2 ergibt 1,2 , die fünfte Nachkommastelle ist also die 1
- 0,2 mal 2 (muss nicht mehr ausgeführt werden, da eine Periode aufgetreten ist)

Als Ergebnis erhalten wird somit 0,0001100110011…

## Balancierte Stellenwertsysteme
Besondere Stellenwertsysteme sind die balancierten. Sie haben immer eine ungerade Basis {\displaystyle b\in \mathbb {N} } und verwenden sowohl natürliche als auch negative Ziffernwerte, nämlich die aus der Menge {\displaystyle \{-{\tfrac {b-1}{2}},\dotsc ,-1,0,1,\dotsc ,{\tfrac {b-1}{2}}\}}. Häufig werden die negativen Ziffern durch einen Unterstrich gekennzeichnet. So wird z. B. im balancierten Ternärsystem eine Zahl durch die Ziffern 1, 0, und 1 dargestellt, welchen die Werte −1, 0 und 1 zugeordnet sind.
Ein balanciertes Stellenwertsystem hat folgende Eigenschaften:
- Das Negative einer Zahl erhält man durch Austausch einer jeden Ziffer mit ihrem inversen Gegenüber.
- Die erste von 0 verschiedene Stelle zeigt das Vorzeichen an. Das System kommt also ohne ein separates Vorzeichen aus.
- Eine Rundung zur nächsten ganzen Zahl geschieht durch einfaches Abschneiden beim Komma.

Die Darstellung der ganzen Zahlen ist eindeutig.
Es gibt aber rationale Zahlen, die nicht eindeutig darstellbar sind. Sei dazu {\displaystyle \mathbf {t} :={\tfrac {b-1}{2}}} die größte Ziffer und {\displaystyle {\underline {\!\!\mathbf {t} \!\!}}:=-\mathbf {t} } die kleinste, dann ist bspw.
{\displaystyle 0{,}{\overline {\mathbf {t} }}\;=\;1{,}{\overline {\underline {\!\!\mathbf {t} \!\!}}}\;=\;{\frac {1}{2}}.}

## Lexikographische Ordnung
Bei positiver Basis {\displaystyle b\in \mathbb {N} \!\setminus \!\!\{\!1\!\}} hängt die Ordnungsrelation der reellen Zahlen eng zusammen mit der lexikographischen Ordnung der diese Zahlen darstellenden {\displaystyle b}-adischen Zeichenketten. Genauer:
- Es gibt einen Ordnungshomomorphismus (eine ordnungserhaltende Abbildung) {\displaystyle \omega }, der die beliebig (auch unendlich) langen Zeichenketten auf {\displaystyle b}-adische Weise in ein reelles Intervall abbildet.
- Für kein {\displaystyle b}-adisches System ist {\displaystyle \omega } injektiv.[20]
- Welche reellen Zahlen mehrere Darstellungen (mehrere Urbilder) haben, hängt von den Ziffernwerten des zugehörigen Ziffernsystems {\displaystyle \Sigma } ab. Ihre Menge ist eine Teilmenge der rationalen Zahlen, hat also abzählbare Mächtigkeit. Sie liegt dicht im Bildintervall.[21]

| Herleitung |
| Sei dazu {\displaystyle 2\leq b\in \mathbb {N} } und {\displaystyle \Sigma :=\{z_{1},z_{2},\ldots ,z_{b}\}} ein streng totalgeordnetes Alphabet mit {\displaystyle z_{k}\prec z_{k+1},} dessen Ordnungsrelation mit {\displaystyle \prec } bezeichnet sei. Ferner seien {\displaystyle S,T\in \Sigma } zwei Zeichen mit {\displaystyle S\prec T}, dann ist lexikographisch {\displaystyle Ss\prec Tt} für alle Zeichenketten {\displaystyle s,t\in \Sigma ^{\infty }} mit {\displaystyle \Sigma ^{\infty }} als der Menge der beliebig (auch unendlich) langen Zeichenketten über {\displaystyle \Sigma } (einschließlich der kleeneschen Hülle {\displaystyle \Sigma ^{*}} von {\displaystyle \Sigma }). Die Zeichenketten können auch als {\displaystyle b}-adische Darstellung aufgefasst werden, und zwar seien dazu die Werte {\displaystyle w\,\colon \Sigma \to \mathbb {Z} } der Ziffern {\displaystyle z_{k}} lückenlos aufeinanderfolgend festgelegt, also {\displaystyle w(z_{k+1})=w(z_{k})+1}, sodass {\displaystyle \Sigma } ein minimaler Ziffernvorrat für ein {\displaystyle b}-adisches System und {\displaystyle w(z_{b})=w(z_{1})+b-1} ist. Wir beschränken uns auf Ziffernwerte, deren Betrag nicht größer ist als die Basis, also {\displaystyle w\,\colon \Sigma \to [-b,+b]} (womit die wichtigsten in der Praxis vorkommenden Fälle abgedeckt sind). Die Ziffern {\displaystyle S,T\in \Sigma } lassen sich so wählen, dass {\displaystyle w(S)=w(T)-1} ist. Dies verträgt sich mit {\displaystyle S\prec T}, und die obige lexikographische Ungleichung bleibt gültig, auch wenn die Ketten {\displaystyle s:=z_{b}z_{b}z_{b}\ldots } und {\displaystyle t:=z_{1}z_{1}z_{1}\ldots } ins Unendliche fortgesetzte Perioden haben. Für die Auswertung der Zeichenketten entsprechend dem {\displaystyle b}-adischen System braucht man eine Fortsetzung {\displaystyle \omega \,\colon \Sigma ^{\infty }\to [-1,1]} der Wertefunktion {\displaystyle w} mit {\displaystyle \omega (z)=w(z)/b\;\in [-1,1]} für {\displaystyle z\in \Sigma } und mit {\displaystyle \omega (x_{1}x_{2}x_{3}\ldots )=\sum _{i=1}^{\infty }w(x_{i})b^{-i}} . In Bezug auf die Metrik des gewöhnlichen archimedischen Absolutbetrags konvergieren die Reihen {\displaystyle \omega (s)=\omega (z_{b}z_{b}z_{b}\ldots )=\sum _{i=1}^{\infty }w(z_{b})b^{-i}={\frac {w(z_{b})}{b-1}}} und {\displaystyle \omega (t)=\omega (z_{1}z_{1}z_{1}\ldots )=\sum _{i=1}^{\infty }w(z_{1})b^{-i}={\frac {w(z_{1})}{b-1}}} , und es ist {\displaystyle \omega (s)={\frac {w(z_{b})}{b-1}}={\frac {w(z_{1})+b-1}{b-1}}={\frac {w(z_{1})}{b-1}}+1=\omega (t)+1} . Damit gilt zwar lexikographisch {\displaystyle Ss\prec Tt} (und die Zeichenketten sind offensichtlich verschieden in {\displaystyle \Sigma ^{\infty }}), sie werden aber auf dieselbe reelle Zahl {\displaystyle \omega (Ss)=(w(S)+\omega (s))/b=(w(T)-1+\omega (t)+1)/b=(w(T)+\omega (t))/b=\omega (Tt)\;\in [-1,1]} abgebildet. Somit ist {\displaystyle \omega } nicht injektiv. Schließt man bei den Ordnungsrelationen die Gleichheit mit ein, dann gilt {\displaystyle Ss\preceq Tt\quad \implies \quad \omega (Ss)\leq \omega (Tt)} und {\displaystyle \omega } ist ein Ordnungshomomorphismus, der aber nicht bijektiv und also kein Ordnungsisomomorphismus ist. Im Abschnitt Darstellung rationaler Zahlen wurde {\displaystyle \mathbb {Z} b^{\mathbb {Z} }} als die Menge der reellen Zahlen mit endlicher Darstellung herausgearbeitet. Die Menge der reellen Zahlen mit mehrfacher Darstellung ist dann {\displaystyle \mathbb {Z} b^{\mathbb {Z} }+{\frac {w(z_{1})}{b-1}}} , also bei {\displaystyle w(z_{1})=0} dieselbe wie die der endlichen Darstellungen; so bei vielen gebräuchlichen {\displaystyle b}-adischen Systemen. |

## Verallgemeinerungen

### Zahlensysteme mit gemischten Basen
Eine naheliegende Verallgemeinerung ist, verschiedene Basen für die verschiedenen Ziffernpositionen zu wählen. Man spricht dann von Zahlensystemen mit gemischten Basen. Ein paar interessante Beispiele sind:
- alternierend a oder b, wobei a und b zwei verschiedene natürliche Zahlen > 1 sind[22]
- 2 oder 3, aber in der Reihenfolge, sodass {\displaystyle e^{k}} am „relativ engsten“ approximiert wird mit dem Produkt der ersten k Basen
- als Basis werden die natürlichen Zahlen > 1 der Reihe nach genutzt („Fakultätsbasis“)

- die Primzahlen der Reihe nach oder jene (sich dann wiederholenden) Primzahlen, die mit jeder nächstgrößeren Primzahlpotenz auftreten (s. a. Darstellung der proendlichen Zahlen mit mehreren Basen)

In den beiden letzten Fällen hat man im Prinzip unendlich viele verschiedene Ziffernsymbole bereitzustellen.

#### Datumsformat als Zahlensystem mit gemischten Basen
Auch die Darstellung von Datum und Uhrzeit hat traditionell mehrere Basen und Ziffernsysteme. Im hiesigen Kontext sei als einziges Exempel die folgende im angelsächsischen Sprachraum gebräuchliche Darstellung
[1-12] [1–31] [0–9][2,4,*] [1-12] [am,pm] [0–59] [0–59] [0–9]*
angeführt, bei der zudem die Reihenfolge von Jahr-, Monat- und Tagangaben einerseits sowie Halbtag und Stunde andererseits entgegen der Rangfolge vertauscht sind. Hier finden also die Basen 2, 10, 12, 28–31 und 60 Verwendung. Insbesondere ist bemerkenswert, dass sich die Basis der Tagesstelle nach dem Wert der Monatsstelle richtet.

### Nicht-natürliche Zahlen als Basis
Die Basis {\displaystyle b} muss nicht notwendigerweise eine natürliche Zahl sein. Sämtliche (auch komplexe) Zahlen mit Betrag größer 1 können als Basis eines Stellenwertsystems verwendet werden.

#### Negative Basen
Stellenwertsysteme mit negativen Basen {\displaystyle b\in \mathbb {Z} } mit {\displaystyle b\leq -2} kooperieren mit denselben Ziffernvorräten wie ihre positiven Entsprechungen {\displaystyle -b\in \mathbb {N} } und {\displaystyle r:=|b|} wird oft als Radix bezeichnet.
Sie werden häufig mit der Vorsilbe nega- gekennzeichnet, bspw. das negadezimale, negabinäre, negaternäre usw. Stellenwertsystem.
Diese Stellenwertsysteme kommen ohne ein extra Vorzeichen aus. Andererseits benötigen die Darstellungen häufig eine, in manchen Fällen sogar zwei Stellen mehr, als im entsprechenden System mit positiver Basis, wie das Beispiel {\displaystyle 999_{10}=19019_{-10}} zeigt. Ferner sind die arithmetischen Operationen, insbesondere der arithmetische Vergleich und die Bildung des Absolutbetrags, etwas komplexer.
Ist der Ziffernvorrat minimal, bspw. {\displaystyle \{0,1,\ldots ,-b\!-\!\!1\}}, dann sind alle ganzen Zahlen eindeutig darstellbar. Wie bei den positiven Basen gibt es rationale Zahlen, die nicht eindeutig darstellbar sind. Sei dazu
{\displaystyle T:=0{,}{\overline {01}}_{b}=\sum _{i=1}^{\infty }b^{-2i}={\frac {1}{b^{2}-1}}}
und {\displaystyle \mathbf {t} :=-b\!-\!\!1} die größte Ziffer,
dann ist sowohl
{\displaystyle 0{,}{\overline {0\mathbf {t} }}_{b}=\mathbf {t} T={\frac {-b\!-\!\!1}{b^{2}-1}}={\frac {1}{-b+1}}}
als auch
{\displaystyle 1{,}{\overline {\mathbf {t} 0}}_{b}=1+\mathbf {t} bT={\frac {(b^{2}-1)+(-b\!-\!\!1)b}{b^{2}-1}}={\frac {1}{-b+1}}.}

#### Irrationale Basen
Will man alle reellen Zahlen darstellen, dann muss bei nicht-ganzzahliger oder irrationaler Basis {\displaystyle b\in \mathbb {R} \setminus \mathbb {Z} } die Minimalgröße des Ziffernsystems {\displaystyle \lceil |b|\rceil } (Betragsstriche und Gaußklammern) sein.
Für solche verallgemeinerten Stellenwertsysteme gelten einige der hier gemachten Aussagen über die endliche Darstellbarkeit rationaler Zahlen nicht.
Wird zum Beispiel der Goldene Schnitt {\displaystyle \Phi ={\frac {1+{\sqrt {5}}}{2}}} als Basis und {\displaystyle \left\{0,1\right\}} als Ziffernvorrat verwendet, dann stellt eine endliche Ziffernfolge stets eine ganze Zahl oder eine irrationale Zahl der Form {\displaystyle s+t\cdot {\sqrt {5}}} mit rationalen {\displaystyle s,t} dar. Trotzdem hat nicht jede solche Zahl eine endliche Darstellung.
Eine ebenfalls auf dem Goldenen Schnitt basierende Darstellung ist die Zeckendorf-Darstellung, bei der allerdings nicht die Potenzen von {\displaystyle \Phi }, sondern die Fibonacci-Zahlen als Stellenwerte genommen werden.

#### Nicht-reelle Basen
Das erste Zahlsystem, das eine komplexe Zahl nicht als zwei separate Ziffernfolgen – je eine für Real- und eine für Imaginärteil – darstellt, sondern eine komplexe Zahl als eine einzige Ziffernfolge, war das von D. Knuth 1955 vorgeschlagene „quater-imaginäre“ System. Es hat {\displaystyle 2\mathrm {i} } als Basis und 0, 1, 2, 3 als Ziffern. Dort ist bspw. {\displaystyle -1=103_{2\mathrm {i} }} und {\displaystyle \mathrm {i} =10{,}2_{2\mathrm {i} }}.
Ein anderes System wurde 1964 von S. Khmelnik vorgeschlagen und für Digitalmaschinerie ausgearbeitet. Es hat {\displaystyle \mathrm {i} -1} als Basis und 0, 1 als Ziffern. Bspw. ist {\displaystyle -1=11101_{\mathrm {i} -1}} und {\displaystyle \mathrm {i} =11_{\mathrm {i} -1}}.

### p-adische Zahlen
Die hier vorgestellten Stellenwertsysteme beruhen auf der Konvergenz in Bezug auf die Metrik des gewöhnlichen archimedischen Absolutbetrags. Die unendlichen Reihen – die hier immer, und zwar „rechts“ bei den kleinen Potenzen der Basis (Exponenten {\displaystyle \searrow -\!\infty }), konvergieren – sind dann reelle (oder komplexe) Zahlen. Es gibt aber für die rationalen Zahlen auch Metriken, die auf nichtarchimedischen Betragsfunktionen basieren und eine ganz ähnliche Notation mit Basis und Ziffernvorrat gestatten. Die unendlichen Reihen – die auch dort immer, und zwar der Konvention nach „links“ bei den großen Potenzen (Exponenten {\displaystyle \nearrow +\!\infty }), konvergieren – sind p-adische Zahlen.
Zwar stimmen endliche {\displaystyle p}-adische Ausdrücke mit derselben Ziffernfolge in (dann ebenfalls endlicher) {\displaystyle p=:b}-adischer Darstellung überein, es gibt aber gravierende Unterschiede zu den ansonsten hier vorgestellten (archimedischen) Systemen. Die wichtigsten sind:
1. Die {\displaystyle p}-adischen Darstellungen sind immer (umkehrbar) eindeutig.
2. Ein Vorzeichen wird nicht benötigt. Die Darstellung von {\displaystyle -1} als unendliche Summe ist {\textstyle -1=\sum _{i=0}^{\infty }(p-1)\cdot p^{i}}.
3. Ein {\displaystyle p}-adischer Ring kann nicht angeordnet werden.
4. Ist {\displaystyle p} zerlegbar, also keine Primzahl, dann enthält der {\displaystyle p}-adische Ring {\displaystyle \mathbb {Z} _{p}} Nullteiler (die allesamt nicht-abbrechende Darstellungen haben). Einzelheiten in Proendliche Zahl#10-adische Zahlen.
5. Die nicht-abbrechenden Reihen stellen in beiden Systemen Zahlobjekte mit völlig verschiedenen arithmetischen Eigenschaften dar. Die periodischen unter ihnen stellen in beiden Systemen rationale Zahlen dar.
6. Alle Algorithmen für die Grundrechenarten beginnen rechts bei den kleinen Exponenten (möglicherweise negativ, aber {\displaystyle >-\!\infty }) und laufen wie die Potenzen und Überträge in die gleiche Richtung nach links zu den großen Exponenten. Wenn die Rechnung abgebrochen wird, kann sofort die Größe des Fehlers angegeben werden.

## Weiterführende Texte
Der Artikel Teilbarkeit erläutert, wie in der Darstellung von Stellenwertsystemen in bestimmten Fällen erkannt werden kann, ob eine Zahl Teiler einer anderen ist. Die Cantorsche Normalform verallgemeinert die Darstellung von Zahlen im Stellenwertsystem auf Ordinalzahlen.
Ein Beispiel zur Anwendung zeigt die Berlin-Uhr.